# Cheruben-Ei

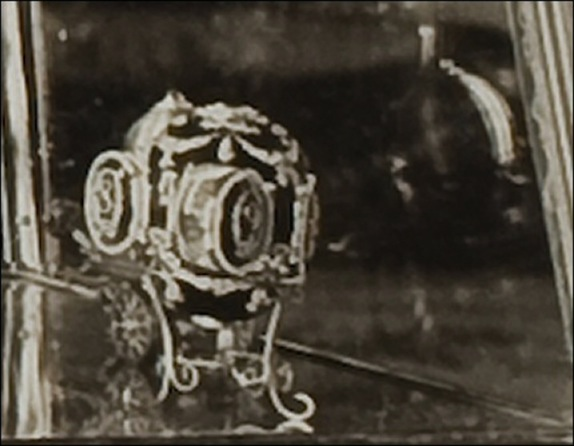
Kaukasus-Ei von 1893 im Ständer, im Hintergrund (Bildmitte) die schwache Reflexion des Cheruben-Eis

Das Cheruben-Ei ist das verschollene vierte „kaiserliche“ Fabergé-Ei. Es war ein Geschenk des russischen Kaisers Alexander III. an seine Ehefrau Maria Fjodorowna zum Osterfest 1888.

## Beschreibung

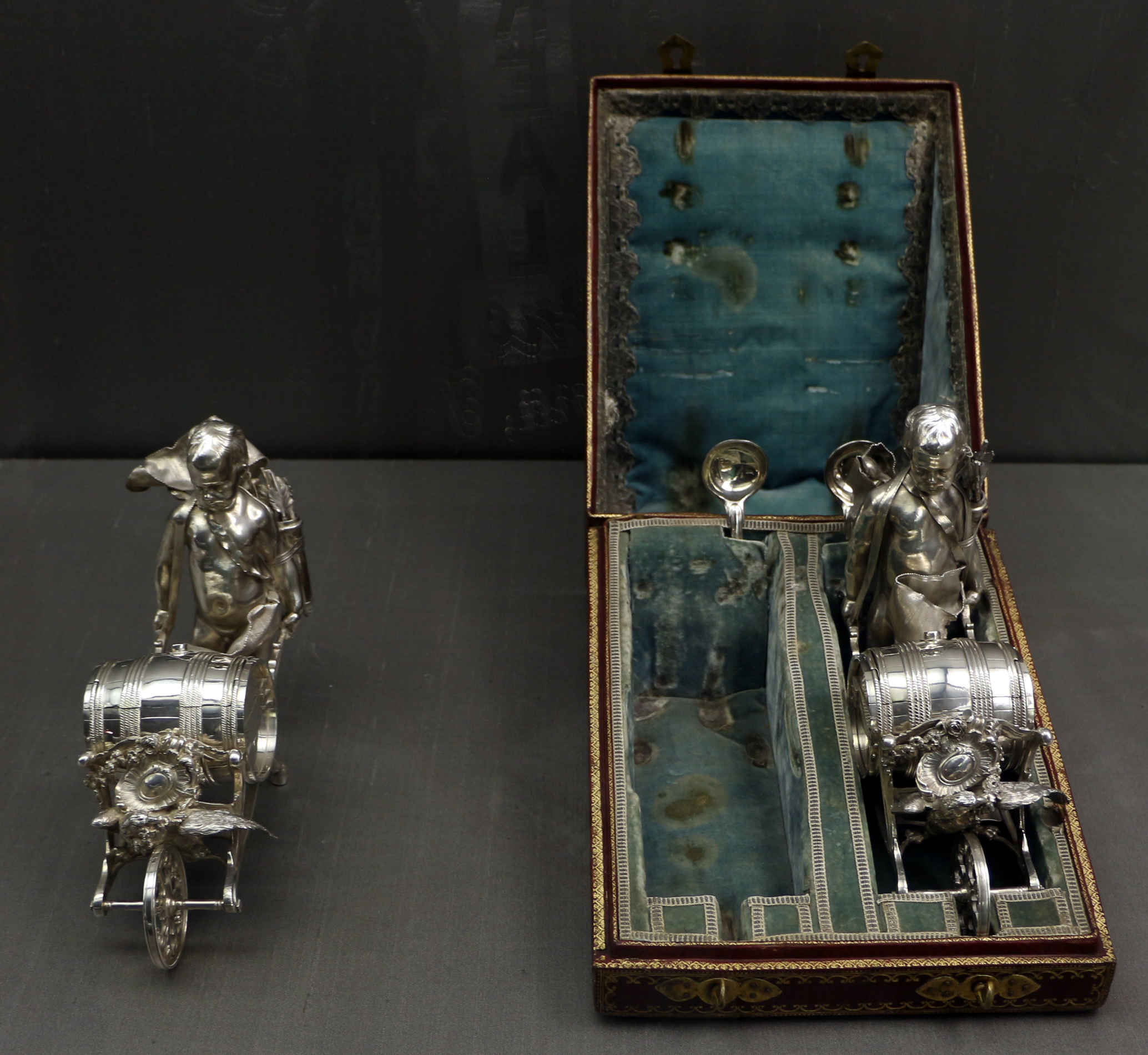
Zwei Cheruben mit Senffässchen, Silber, um 1751, Antoine-Sébastien Durand für Louis XV. und Madame de Pompadour

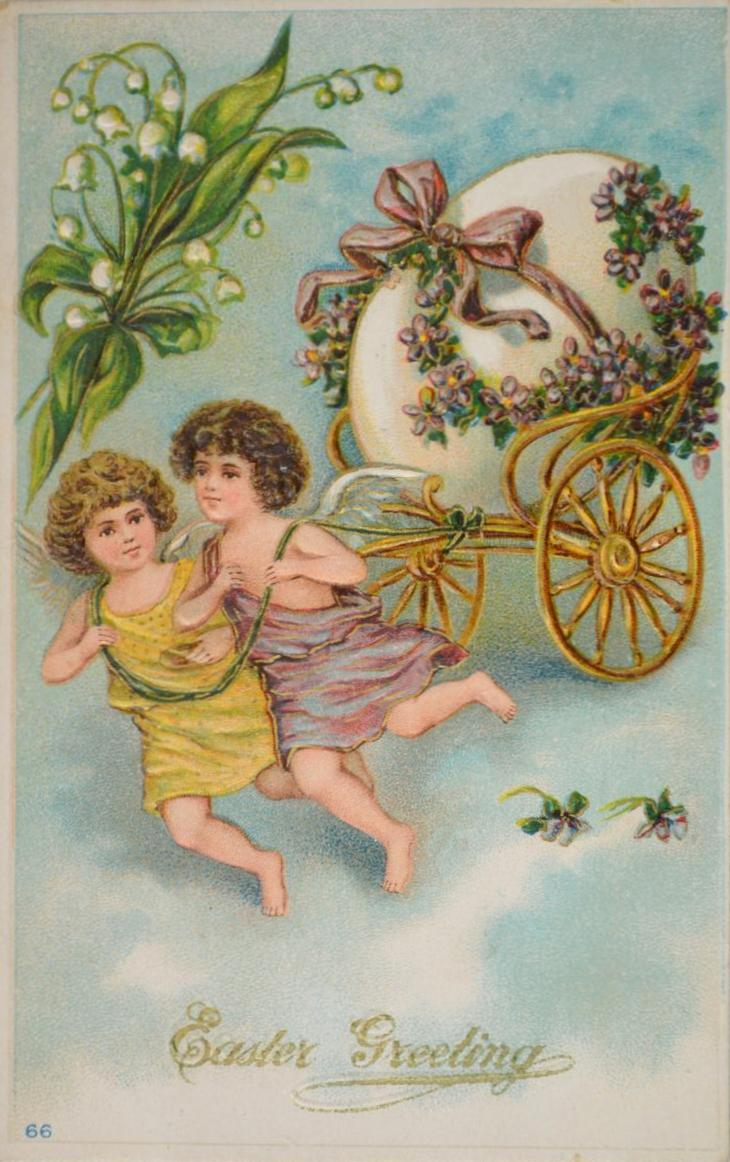
Postkarte, US-amerikanisch, um 1888

Über das Cheruben-Ei liegen nur bruchstückhafte Informationen vor, die einzige zeitgenössische Illustration ist ein schlechtes Foto von einer Ausstellung im Jahr 1902, auf dem das Cheruben-Ei sich in der Glasscheibe einer Vitrine spiegelt. Eine Rekonstruktion zeigt einen Cherub, der einen einachsigen Wagen zieht. Auf diesem Wagen steht aufrecht ein Schmuck-Ei, über dessen Beschaffenheit nicht viel bekannt ist. Nur der Vergleich mit anderen frühen Fabergé-Eiern und wenige Archivalien legen nahe, dass das Ei aus Farbgold bestand, mit Diamanten im Rosenschliff besetzt und mit einem großen Saphir geschmückt war. Der Cherub und der Wagen dürften aus Silber geschmiedet sein.
Eine handschriftliche Notiz mit Beschreibungen der ersten Fabergé-Eier aus den Jahren 1885 bis 1890 nennt für 1888 einen Engel, der einen Wagen mit einem Ei zieht, mit einem Wert von 1500 Rubel und einen Engel mit einer Uhr in einem goldenen Ei für 600 Rubel. Dass zwei Preise genannt werden deutet auf zwei verschiedene Objekte hin, allerdings wurde bereits beim Hennenei mit Saphir-Anhänger der Preis für die enthaltene Überraschung neben dem Gesamtpreis angegeben. Das würde hier einen Gesamtpreis von 2100 Rubel indizieren, von dem 600 Rubel auf die Überraschung, eine Uhr in einem goldenen Ei, entfallen. Weitere Notizen des kaiserlichen Hofs bescheinigen die Mitnahme des Eis im Mai 1891 zu einer Reise des Kaiserpaars nach Moskau, und die Rückkehr im März 1892. Das Objekt wird dabei als „ein Cherub der einen zweirädrigen Karren mit einem Ei zieht“ beschrieben.
Das Motiv des Cherub, der eine kostbare Fracht auf einem Wagen transportiert, ist nicht neu. So befindet sich im Museu Calouste Gulbenkian ein Paar silberner Senftöpfchen, die jeweils auf einem von einem Cherub geschobenen Karren liegen. Sie wurden 1751 oder 1752 von dem französischen Silberschmied Antoine-Sébastien Durand gefertigt, möglicherweise nach einem Entwurf des Bildhauers Étienne-Maurice Falconet. Die Senfbehälter waren ein Geschenk des französischen Königs Louis XV. für seine Mätresse Madame de Pompadour. Im 18. Jahrhundert wurden solche je nach Kontext als Cupido oder Cherub zu deutenden Figuren aus wertvollem Material vielfach beim Verrichten unterschiedlicher Tätigkeiten und als Träger von Lasten dargestellt. Besondere Popularität erreichte das Motiv des Cheruben mit einem Handwagen um 1888 als Postkartenmotiv. Es ist naheliegend, dass Fabergé sich beim Entwurf des Cheruben-Eis an solchen Vorlagen orientiert hat.

## Ausstellung

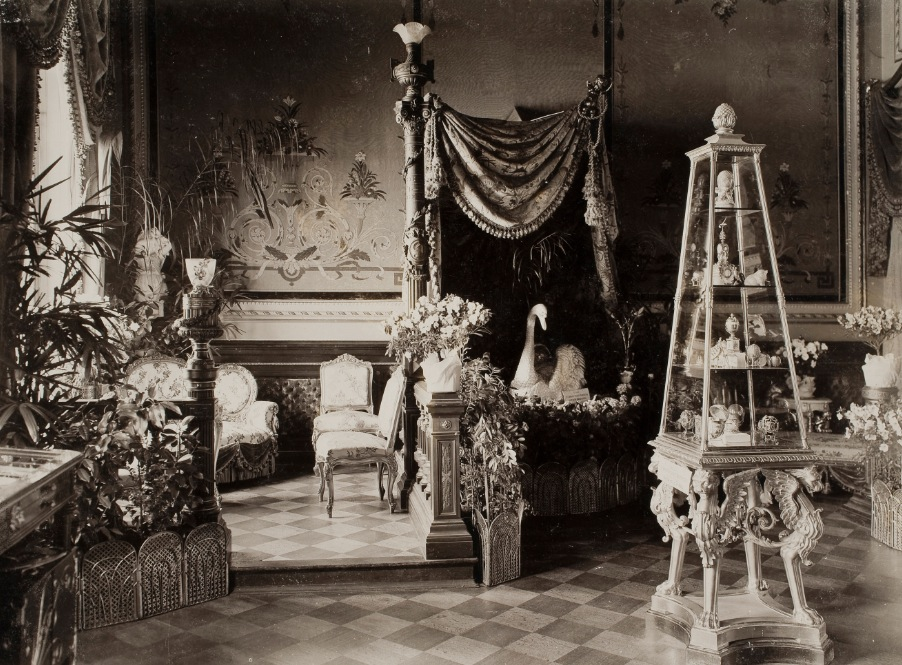
Ausstellung 1902, das Cheruben-Ei befindet sich ganz rechts unten in der Vitrine

Bei der Weltausstellung Paris 1900 wurden als Leihgabe des Zarenhofs neben zahlreichen weiteren Fabergé-Objekten 14 der bis dahin 20 gefertigten „kaiserlichen“ Fabergé-Eier ausgestellt. Nur sieben davon konnten identifiziert werden. Ob auch das Cheruben-Ei gezeigt wurde, ist nicht bekannt. Im März 1902 wurde im Petersburger Palais des Baron Paul Pawlowitsch von Derwis unter der Schirmherrschaft der Kaiserin Alexandra Fjodorowna eine Wohltätigkeitsausstellung mit Objekten von Fabergé durchgeführt. Dabei wurden zahlreiche Kunstwerke aus dem Besitz der Zarenfamilie gezeigt, einschließlich zahlreicher Fabergé-Eier. Die Ausstellung war erst die zweite Präsentation von „kaiserlichen“ Fabergé-Eiern und die erste in Russland. Ein überliefertes Foto einer pyramidenförmigen Vitrine lässt die verschwommene Spiegelung des Cheruben-Eis in einer der Glasscheiben der Vitrine erkennen.

## Provenienz und Verbleib
Nach der Abdankung Nikolaus II. wurden Mitte September 1917 etwa 40 Fabergé-Eier im Auftrag der Regierung Kerenski in die Rüstkammer des Moskauer Kremls gebracht. Dabei wurde ein erstes Inventar erstellt, in dem eine Position „goldenes Ei, verziert mit Brillanten, einem Saphir, mit einem silbernen, vergoldeten Ständer in Form eines Wagens mit einem Putto“ lautet. Eine Uhr wird nicht erwähnt. Die Zarenfamilie wurde 1918 ermordet. Die Fabergé-Eier wurden wahrscheinlich im Februar oder März 1922 dem Rat der Volkskommissare der RSFSR übergeben. In den 1920er Jahren erfolgte der Verkauf zahlreicher Fabergé-Eier und weiterer kostbarer Objekte aus dem Besitz der Zarenfamilie durch die Antikwariat, die für die Verwertung von Kulturgut zuständige Abteilung des sowjetischen Handelsministeriums. Einige Eier tauchten im internationalen Kunsthandel wieder auf. Das Cheruben-Ei könnte im November 1934 auf einer Verkaufsausstellung kaiserlich-russischer Kunst aus der Sammlung von Armand Hammer im New Yorker Luxuskaufhaus Lord & Taylor verkauft worden sein. Im September 1941 wurde bei Parke-Bernet ein Los aus dem Besitz von Ethel Gunton Douglas versteigert, dessen Beschreibung grob mit dem Cheruben-Ei übereinstimmt. Der weitere Verbleib ist nicht bekannt.